# МКС-52
МКС-52 — п'ятдесят другий довготривалий екіпаж Міжнародної космічної станції. Спочатку було заплановано, що його робота триватиме з 15 травня до вересня 2017 року. Проте згодом графік запусків кораблів «Союз» було зміщено та робота МКС-52 розпочалася з 2 червня з моменту відстиковки від станції корабля Союз МС-03, на якому повернулися двоє членів експедиції-50/51. Експедиція-52 завершилась 2 вересня 2017 року з моменту відстиковки корабля Союз МС-04 від МКС. Члени екіпажу «Союз МС-05» продовжать роботу на борту МКС у складі експедиції-53.

## Екіпаж
Спочатку було заплановано, що експедиція буде складатися з 6 космонавтів. Проте у жовтні 2016 було оголошено про скороченням кількості російських космонавтів в екіпажах МКС до двох осіб, а склад екіпажу «Союз МС-04» повністю замінено.
Протягом 2 червня — 28 липня 2017 у складі експедиції троє космонавтів, з 29 липня до 2 вересня 2017 — шестеро. Пеггі Вітсон прибула до МКС кораблем «Союз МС-03» 17 листопада 2016 року та спочатку брала участь у роботі експедиції-50 і  експедиції-51; Федір Юрчихін і Джек Фішер прибули на кораблі «Союз МС-04» 20 квітня 2017 року та спочатку брали участь у роботі експедиції-51. Інші троє учасників експедиції-52 прибули до МКС кораблем «Союз МС-05» 28 липня 2017 року.
| Посада                                                  | Прізвище, ім'я (кількість космічних польотів), організація, країна | Старт                   | Прибуття до МКС         | Відліт із МКС           | Приземлення             |
| ------------------------------------------------------- | ------------------------------------------------------------------ | ----------------------- | ----------------------- | ----------------------- | ----------------------- |
| Бортінженер МКС-51, командир МКС-52                     | Федір Юрчихін (5), Роскосмос, (Росія)                              | 20.04.2017 «Союз МС-04» | 20.04.2017 «Союз МС-04» | 2.09.2017 «Союз МС-04»  | 2.09.2017 «Союз МС-04»  |
| Бортінженер МКС-51/52                                   | Джек Фішер (1), НАСА, (США)                                        | 20.04.2017 «Союз МС-04» | 20.04.2017 «Союз МС-04» | 2.09.2017 «Союз МС-04»  | 2.09.2017 «Союз МС-04»  |
| Бортінженер МКС-50, командир МКС-51, бортінженер МКС-52 | Пеґґі Вітсон (3), НАСА, (США)                                      | 17.11.2016 «Союз МС-03» | 19.11.2016 «Союз МС-03» | 2.09.2017 «Союз МС-04»  | 2.09.2017 «Союз МС-04»  |
| Бортінженер МКС-52, командир МКС-53                     | Рендольф Брезник (1), НАСА, (США)                                  | 28.07.2017 «Союз МС-05» | 28.07.2017 «Союз МС-05» | 14.12.2017 «Союз МС-05» | 14.12.2017 «Союз МС-05» |
| Бортінженер МКС-52/53                                   | Сергій Рязанський (2), Роскосмос, (Росія)                          | 28.07.2017 «Союз МС-05» | 28.07.2017 «Союз МС-05» | 14.12.2017 «Союз МС-05» | 14.12.2017 «Союз МС-05» |
| Бортінженер МКС-52/53                                   | Паоло Несполі (1), ЄКА, (Італія)                                   | 28.07.2017 «Союз МС-05» | 28.07.2017 «Союз МС-05» | 14.12.2017 «Союз МС-05» | 14.12.2017 «Союз МС-05» |

## Етапи місії

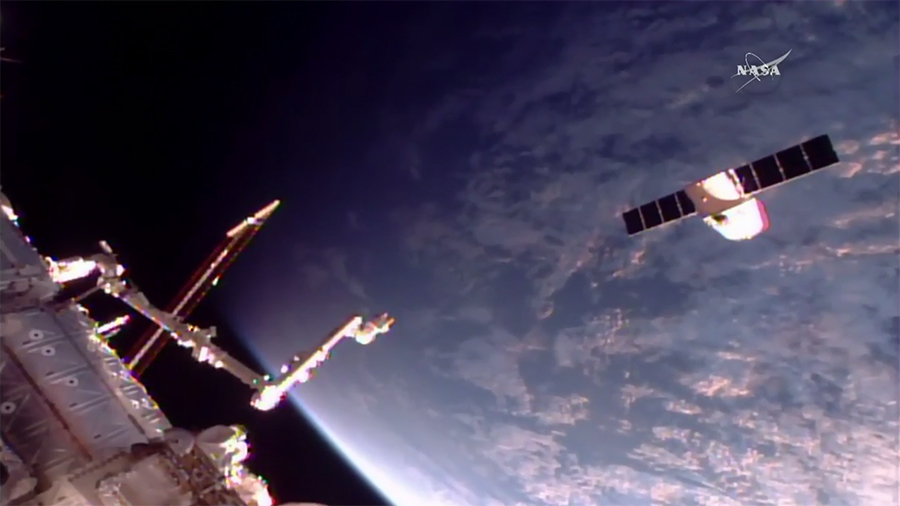
Відстиковка SpaceX CRS-11 від МКС, 3.07.2017

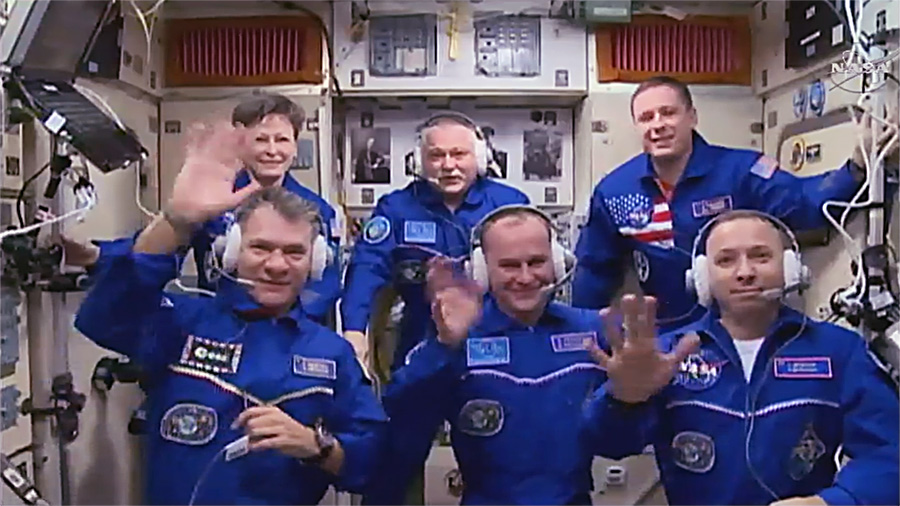
Екіпаж у повному складі, 28.07.2017

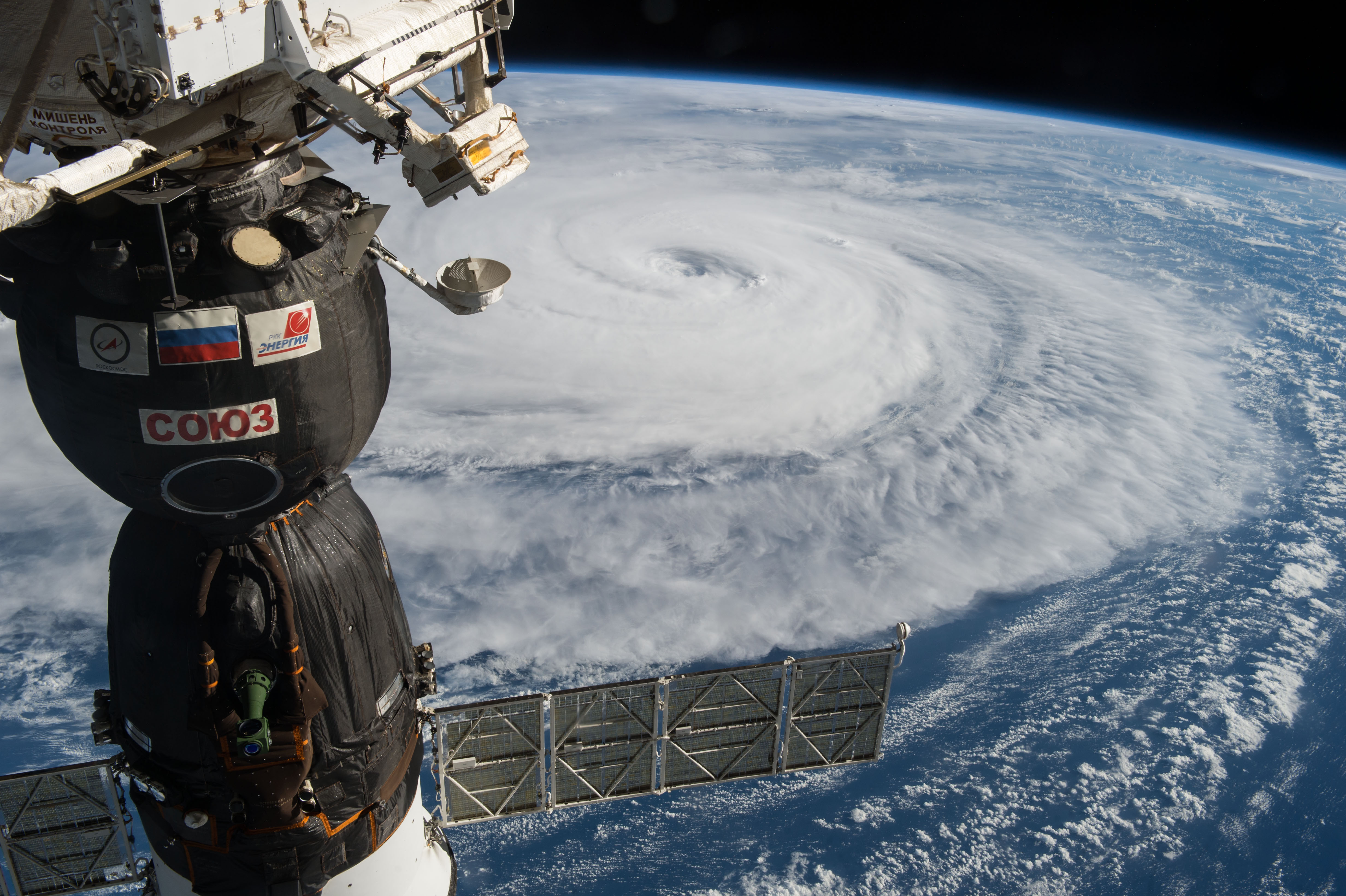
Пристикований до МКС Союз МС-05 на тлі циклону Нору, 1.08.2017

2 червня корабель Союз МС-03 з двома членами екіпажу на борту — О. Новицьким і Т. Песке — відстикувався від МКС. З цього моменту розпочалася робота 52-ї експедиції.
4 червня вантажний корабель Cygnus CRS OA-7, що пробув на МКС 43 дні (з 22 квітня 2017 року), відстикувався від станції. Планується, що фахівці NASA дистанційно запустять з Cygnus 4 мікросупутника, а також влаштують контрольовану пожежу на борту перед тим, як він згорить в атмосфері.
5 червня до станції пристикувався вантажний корабель SpaceX CRS-11, що було запущено 3 червня. За допомогою маніпулятора Канадарм2 його було пристиковано до модуля «Гармоні» Він доставив на МКС 2708 кг корисного навантаження, серед якого матеріали для наукових досліджень, обладнання, продукти харчуваня та речі для екіпажу тощо.
16 червня вантажний корабель Прогрес місії 06 успішно пристикувався до вузла Звєзда МКС. Корабель стартував 14 червня та доставив на станцію понад 2 тонни різноманітних вантажів, серед яких — паливо, обладнання для підтримання станції в робочому режимі, посилки і засоби для забезпечення життєдіяльності членів екіпажу.
30 червня космонавти вимушені були скинути експериментальну панель сонячних батарей ROSA у відкритий космос. Вона перебувала у розгорнутому стані протягом тижня. Спочатку було заплановано, що панель повинна бути згорнута назад у рулон і упакована у вантажівку Dragon. Але спроби демонтувати панель не увінчалися успіхом.
3 липня відстиковано вантажний корабель Dragon місії SpaceX CRS-11, що пробув на станції близько місяця. Dragon повернув на Землю близько 4100 фунтів вантажу.
20 липня вантажний корабель «Прогрес МС-05» відстикувався від станції та за декілька годин згорів у щільних шарах атмосфери над Тихим океаном. Корабель пробув у складі МКС з 24.02.2017.
28 липня о 21:54 (UTC) до модуля Рассвєт станції пристикувався корабель Союз МС-05 із трьома космонавтами на борту. Корабель стартував із Байконура цього дня о 15:41 (UTC). За дві години космонавти Рендольф Брезник, Сергій Рязанський та Паоло Несполі перейшли на борт МКС та у складі 52-ї експедиції стало шестеро учасників.
9 серпня з метою корекції орбіти МКС на 125,1 сек. було включено двигуни вантажного корабля «Прогрес МС-06», пристикованого до станції.
16 серпня до станції пристикувався вантажний корабель SpaceX CRS-12, запущений 14.08.2017. Він доставив до МКС 2910 кг корисного ванатжу. У тому числі, у герметичному відсіку — 1652 кг вантажу (серед іншого там обладнання для станції, харчі та речі для екіпажу, суперкомп'ютер Spaceborne Computer, а також матеріали для досліджень); у негерметичному — 1258 кг (серед них прилади для експерименту CREAM).
17 серпня плановий вихід у відкритий космос космонавтів Ф. Юрчихіна і С. Рязанського. Здійснено запуск декількох наносупутників, установка наукової апаратури, відбір тестів на мікробне забруднення поверхні станції, фотозйомку поверхней модулів російського сегменту МКС і окремих елементів її конструкції. Тривалість виходу склала 7 год. 34 хв.
27 серпня здійснено планову корекцію орбіти МКС. Для цього на 177 секунд було включено двигуни вантажного корабля «Прогрес МС-06», пристикованого до станції. У результаті висота орбіти збільшилась на 600 м.
2 вересня о 21:58 (UTC) корабель Союз МС-04 з трьома космонавтами на борту (Ф. Юрчихін, Дж Фішер. та П. Пітсон) відстикувався від МКС та за декілька годин успішно приземлився на території Казахстану. На цьому завершилася робота 52-ї експедиції МКС. Р. Брезник, С. Рязанський та П. Несполі, які залишилися на борту станції, продовжили роботу у складі 53-ї експедиції.